# Epton-Titration
Die 2-Phasen-Titration nach Epton (kurz auch Epton-Titration) ist eine in der Chemie gebräuchliche Analysenmethode.

## Historisches
Die Methode wurde 1947 von Epton eingeführt mit Methylenblau als Indikator. Ein verbessertes Verfahren von Reid verwendet Benzethoniumchlorid als kationische Titrationslösung und Dimidiumbromid/Disulfinblau VN 150 als Indikatormischung.

## Definition
Ein in Wasser lösliches Aniontensid wird durch Titration mit Methylenblau als Indikator gegen Kationtensid bestimmt. Anion und Kation müssen dazu ein in Dichlormethan lösliches 1:1-Salz bilden. Der Endpunkt wird durch den Umschlag des Indikators oder der Indikatormischung bestimmt. Entsprechend kann ein Kationtensid mit einem Aniontensid titriert werden.

## Prinzip
Die 2-Phasen-Titration beruht darauf, dass ein wasserlösliches Anion (resp. Kation)-Tensid ein in Dichlormethan lösliches 1:1-Salz mit einem Kation (resp. Anion)-Tensid-Titriermittel bildet.
Der Endpunkt wird in der organischen Phase durch einen Farbumschlag eines Mischindikators angezeigt, der aus einem kationischen und einem anionischen Farbstoff besteht (Dimidiumbromide/Disulfinblau).
Bei der Bestimmung von anionischen Tensiden ist die Dichlormethanphase durch das Dimidium-Aniontensid-Salz rosa gefärbt. Diese Färbung verschwindet gegen Titrationsende aus der Dichlormethanphase durch die Bildung des Farbstoffanion-Kationtensid-Salzes. Durch einen Überschuss an Kationtensid-Titriermittel in Dichlormethan entsteht eine graublaue Tönung, erzeugt durch die Bildung des Kationtensid-Farbstoffanion-Salzes, die den Endpunkt markiert.

## Verfahren
Die Titration wird in einem Glasgefäß mit einem starken mechanischen Rührwerk durchgeführt. Das Gefäß sollte mit einem Entleerungshahn ausgestattet sein.
Die Probenlösung, die Mischindikator-Lösung und das Dichlormethan werden vorgelegt. Danach wird mit einer Bürette unter starkem Rühren das Titriermittel zudosiert. Um die Farbe der Dichlormethanphase zu beurteilen, wird das Rührwerk ausgeschaltet und gewartet, bis sich die wässrige und die organische Phase getrennt haben. Gegen Titrationsende muss dieser Vorgang öfter wiederholt werden.

## Titriermittel
(auch Maßlösung)
Zur Bestimmung anionischer Tenside:

0,004 N Hyamine® 1622-Lösung
Titer-Einstellung mit reinem Natriumlaurylsulfat
Zur Bestimmung kationischer Tenside:

0,004 N Natriumlaurylsulfat-Lösung
Titer-Einstellung mit eingestellter 0,004 N Hyamine-Lösung
{\displaystyle 1\,\mathrm {N} =1\,\mathrm {mol/L} }

## Anwendungsbereich
Die Methode ist anwendbar auf Alkylbenzolsulfonate ab einer Kettenlänge von sechs Kohlenstoffatomen und sulfatierte Ethoxylate von Alkylphenolen und Fettalkoholen ab acht Kohlenstoffatomen. Zudem lassen sich Alkansulfonate, Alkylsulfate, Fettsäureaminoethansulfonate und quartäre Ammoniumverbindungen bestimmen.

## Störungen
Freies Chlor muss vor der Bestimmung mit Wasserstoffperoxid zerstört werden.

## Alternativen
Aufgrund des leichtflüchtigen und ökologisch bedenklichen Dichlormethans wurden Methoden entwickelt, in denen andere Lösungsmittel eingesetzt werden können. Diese erkennen den Endpunkt an einem Trübungsmaximum. Es gibt aber auch spezielle Elektroden für die Bestimmung von ionischen Tensiden.